# A.N.T.: Achtung Natur-Talente
A.N.T.: Achtung Natur-Talente (Originaltitel: A.N.T. Farm) ist eine US-amerikanische Fernsehserie der Walt Disney Company. Sie wurde von Dan Signer geschrieben, der auch schon an der Produktion von Zack & Cody an Bord beteiligt war. Im November 2010 gab die Walt Disney Company grünes Licht für die ersten 13 Episoden. Die Produktion der ersten Staffel begann Anfang 2011. Der erste Trailer wurde während der Premiere von Lemonade Mouth – Die Geschichte einer Band gezeigt.
Im Oktober 2012 gab der Disney Channel die Produktion einer dritten Staffel bekannt. Im Januar 2014 wurde die Einstellung der Serie bekanntgegeben. Die Ausstrahlung der dritten und letzten Staffel begann am 31. Mai 2013 und endete am 21. März 2014.

## Handlung
Die Serie handelt von den Schülern Chyna Parks, Olive Doyle und Fletcher Quimby, die an einem Programm namens „Achtung-Natur-Talente-Programm“ oder „ANT-Programm“ (engl. Advanced Natural Talents (ANT)) für sehr begabte Kinder an der Webster High School in San Francisco teilnehmen.

## Figuren

### Hauptrollen
Chyna Parks (China Anne McClain) ist eine musikalisch begabte 11-jährige Schülerin, die dem ANT-Programm angehört. Sie ist die Hauptfigur der Serie und spielt zwölf verschiedene Instrumente. In einer Folge merkt sie, dass Fletcher in sie verliebt ist.
Olive Doyle (Sierra McCormick) ist eine allwissende Schülerin. Sie hat ein eidetisches Gedächtnis, kann sich also an alles erinnern, was sie zuvor gehört, gesehen oder gelesen hat. Früher hatte sie Angst vor den anderen Schülern, welche sie aber dank Chyna überwunden hat. Sie hat mehrere Phobien, unter anderem Platzangst. Am Ende der dritten Staffel werden Fletcher und sie ein Paar.
Fletcher Quimby (Jake Short) ist ein künstlerisches Genie. Er ist der beste Freund von Chyna und Olive. Seit er Chyna zum ersten Mal gesehen hat, ist er in sie verknallt. Immer wenn er Chyna mit einem anderen Jungen sieht, wird er eifersüchtig, versucht jedoch seine Gefühle für sie für sich zu behalten, was ihm aber nicht immer gelingt. Zudem versucht er, Chyna wenn immer möglich zu beeindrucken.
Alexis „Lexi“ Reed (Stefanie Scott) ist eine Schülerin an der High-School. Sie leitet alle Musicals an der Schule, ist Präsidentin des Schülerrats und Anführerin der Cheerleader. Sie sieht Chyna Parks als ihre Konkurrentin.
Angus Chestnut (Aedin Mincks) ist ein Computergenie und auch Mitglied im ANT-Club. Er ist übergewichtig und vermeidet nach Möglichkeit körperliche Aktivität. Er hat sich in Olive verliebt, was sie aber nicht erwidert. In den ersten beiden Staffeln handelte es sich nur um eine Nebenrolle, seit der dritten Staffel gehört er zur Hauptbesetzung
Cameron Parks (Carlon Jeffery) ist Chynas älterer Bruder. Er hält sich lieber von seiner Schwester und den anderen Teilnehmer des ANTs fern. Ab der dritten Staffel ist Cameron nur noch eine Nebenrolle.

### Nebenrollen
Paisley Houndstooth (Allie DeBerry) ist Lexis beste Freundin. Sie ist sehr dumm und bekommt erst spät mit, was um sie geschieht, wodurch sie leicht von Lexi manipuliert werden kann. Sie ist wie Lexi Cheerleaderin, doch ihre Fähigkeiten halten sich in Grenzen.
Susan Skidmore (Mindy Sterling) ist die Schulleiterin an der Webster High. Sie ist sehr eingebildet von sich und nutzt das ANT-Programm hauptsächlich, um sich selbst in gutes Licht zu rücken. Sie versucht bei jeder Gelegenheit, das Schulbudget zu minimieren.
Darryl Parks (Finesse Mitchell) ist der Vater von Chyna und Cameron. Er liebt seine Tochter und ist sehr um deren Sicherheit besorgt. Er arbeitet als Polizist, aber alle denken, dass er ein Kaufhaus-Cop ist.
Gibson (Zach Steel) leitet den ANT-Club und ist Ansprechpartner für die Mitglieder. Er hat einige seltsame Angewohnheiten und verhält sich oft kindisch. Er trägt einen Afro-Look und hat teilweise irgendwelche Gegenstände in seinen Haaren versteckt.
Wacky the Wolf (Christian Campos) ist das Maskottchen der Schule. Er ist immer in seinem Wolfskostüm zu sehen und nimmt seinen Job sehr ernst.
Kennedy Van Buren/Kumiko Hashimoto (Piper Curda) (Staffel 3) gibt vor, Kennedy zu sein. Sie gründet eine Partei und will zu den Präsidentschaftswahlen 2032 antreten. Sie hat eine Beziehung mit Fletcher.

## Besetzung und Synchronisation
| Chyna Parks         | China Anne McClain | Felicitas Bauer           | 1–3 |     |
| Olive Doyle         | Sierra McCormick   | Paulina Rümmelein         | 1–3 |     |
| Fletcher Quimby     | Jake Short         | Leonhard Nikolai Rosemann | 1–3 |     |
| Alexis „Lexi“ Reed  | Stefanie Scott     | Jacqueline Belle          | 1–3 |     |
| Cameron Parks       | Carlon Jeffery     | Maximilian Belle          | 1–2 | 3   |
| Angus Chestnut      | Aedin Mincks       | Manuel Scheuernstuhl      | 3   | 1–2 |
| Paisley Houndstooth | Alexandria DeBerry | Farina Brock              |     | 1–3 |
| Gibson              | Zach Steel         | Patrick Schröder          |     | 1–3 |
| Darryl Parks        | Finesse Mitchell   | Matthias Klie             |     | 1–3 |
| Roxanne Parks       | Elise Neal         | Kathrin Simon             |     | 1–3 |

## Ausstrahlung
Die Pilotfolge, transplANTed, wurde am 6. Mai 2011, nach dem Serienfinale von Zack & Cody an Bord als Preview ausgestrahlt. Der offizielle Serienstart war am 17. Juni 2011. In Deutschland ist die Ausstrahlung seit dem 17. November 2011 auf dem deutschen Disney Channel zu sehen. Die Free-TV-Erstausstrahlung der Episoden 1–6, 8–12 fand auf dem Sender Super RTL statt, bis 6. Mai 2012 waren nur noch Wiederholungen zu sehen. Durch den Sendestart des neuen Disney Channel im Free-TV ab dem 17. Januar 2014 hat Super RTL alle Disney-Produktionen Ende 2013 eingestellt. Somit werden weitere Staffeln der Serie nicht bei Super RTL im Free-TV laufen.
| Staffel   | Episoden | Ausstrahlung (USA) Disney Channel | Ausstrahlung (Deutschland) Disney Channel       |
| --------- | -------- | --------------------------------- | ----------------------------------------------- |
| Staffel 1 | 26       | 6. Mai 2011 bis 13. April 2012    | 17. November 2011 bis 28. September 2012        |
| Staffel 2 | 21       | 1. Juni 2012 bis 26. April 2013   | 26. November 2012 bis 28. Oktober 2013          |
| Staffel 3 | 18       | 31. Mai 2013 bis 21. März 2014    | 15. März bis 5. April 2019 (Disney Channel App) |

### Episodenliste

#### Staffel 1
| Nr. (ges.) | Nr. (St.) | Deutscher Titel               | Originaltitel              | Erstausstrahlung USA | Deutschsprachige Erstausstrahlung (Disney Channel) | Free-TV-Premiere (Super RTL) |
| ---------- | --------- | ----------------------------- | -------------------------- | -------------------- | -------------------------------------------------- | ---------------------------- |
| 1          | 1         | Aller Anfang ist schwer       | transplANTed               | 6. Mai 2011          | 21. Nov. 2011                                      | 17. Mär. 2012                |
| 2          | 2         | Mitmacher gesucht             | participANTs               | 17. Juni 2011        | 18. Nov. 2011                                      | 18. Mär. 2012                |
| 3          | 3         | Der verhexte Spind            | the phANTom locker         | 24. Juni 2011        | 22. Nov. 2011                                      | 19. Mär. 2012                |
| 4          | 4         | Chyna, der Serienfreak        | sciANTs fair               | 1. Juli 2011         | 23. Nov. 2011                                      | 20. Mär. 2012                |
| 5          | 5         | Das Wahldebakel               | studANT council            | 8. Juli 2011         | 24. Nov. 2011                                      | 21. Mär. 2012                |
| 6          | 6         | Die Romantiker                | bad romANTs                | 15. Juli 2011        | 25. Nov. 2011                                      | 22. Mär. 2012                |
| 7          | 7         | Ausspioniert                  | the informANT              | 29. Juli 2011        | 17. Nov. 2011                                      | –                            |
| 8          | 8         | Ein außergewöhnliches Date    | replicANT                  | 12. Aug. 2011        | 28. Nov. 2011                                      | 23. Mär. 2012                |
| 9          | 9         | Cameron, der Hellseher        | clairvoyANT                | 19. Aug. 2011        | 29. Nov. 2011                                      | 24. Mär. 2012                |
| 10         | 10        | Das peinliche Video           | managemANT                 | 26. Aug. 2011        | 1. Dez. 2011                                       | 25. Mär. 2012                |
| 11         | 11        | Selbstlose Helferinnen        | philANThropy               | 16. Sep. 2011        | 2. Dez. 2011                                       | 31. Mär. 2012                |
| 12         | 12        | Der Betrüger                  | fraudaulANT                | 23. Sep. 2011        | 5. Dez. 2011                                       | 1. Apr. 2012                 |
| 13         | 13        | Die Ersatzlehrerin            | the replacemANT            | 30. Sep. 2011        | 6. Dez. 2011                                       | –                            |
| 14         | 14        | Monsterzeit                   | mutANT farm                | 7. Okt. 2011         | 30. Nov. 2011                                      | –                            |
| 15         | 15        | Jagd auf die Glückskekse      | cANTonese style cuisine    | 28. Okt. 2011        | 8. Dez. 2011                                       | –                            |
| 16         | 16        | Olive im Kindergarten         | IignorANTs is bliss        | 4. Nov. 2011         | 7. Dez. 2011                                       | –                            |
| 17         | 17        | Schlummerparty                | slumber party ANTics       | 18. Nov. 2011        | 9. Dez. 2011                                       | –                            |
| 1819       | 1819      | Die große Talentshow 1        | america needs talANT 1     | 25. Nov. 2011        | 14. Juni 2012                                      | –                            |
| 20         | 20        | Santa Claus und seine Elfen   | sANTa’s little helpers     | 9. Dez. 2011         | 7. März 2012                                       | –                            |
| 21         | 21        | Das Schulmusical              | you’re the one that I wANT | 20. Jan. 2012        | 5. März 2012                                       | –                            |
| 22         | 22        | Künstler, Punker, coole Typen | performANTs                | 27. Jan. 2012        | 6. März 2012                                       | –                            |
| 23         | 23        | Ein bezaubernder Abend        | some enchANTed evening     | 24. Feb. 2012        | 8. März 2012                                       | –                            |
| 24         | 24        | Keine Geschäfte mit Freunden  | patANT pending             | 2. März 2012         | 14. März 2012                                      | –                            |
| 25         | 25        | Dicke Luft                    | ballet dANTser             | 30. März 2012        | 28. Sep. 2012                                      | –                            |
| 26         | 26        | Beweise gesucht               | body of evidANTs           | 13. Apr. 2012        | 9. März 2012                                       | –                            |

#### Staffel 2
Die zweite Staffel lief erstmals vom 1. Juni 2012 bis zum 26. April 2013. Die deutsche Erstausstrahlung auf dem Disney Channel erfolgte vom 26. November 2012 bis zum 28. Oktober 2013.
| Nr. (ges.) | Nr. (St.) | Deutscher Titel                      | Originaltitel          | Erstausstrahlung USA | Deutschsprachige Erstausstrahlung (Disney Channel) |
| ---------- | --------- | ------------------------------------ | ---------------------- | -------------------- | -------------------------------------------------- |
| 27         | 1         | Chynas Doppelgängerin                | creative consultANT    | 1. Juni 2012         | 26. Nov. 2012                                      |
| 28         | 2         | Das Wunderbaby                       | infANT                 | 1. Juni 2012         | 27. Nov. 2012                                      |
| 29         | 3         | Camerons Traumfrau                   | fANTasy girl           | 8. Juni 2012         | 28. Nov. 2012                                      |
| 30         | 4         | Der Modeljob                         | modeling assignmANT    | 22. Juni 2012        | 29. Nov. 2012                                      |
| 31         | 5         | Das ANTernet                         | ANTswers               | 29. Juni 2012        | 30. Nov. 2012                                      |
| 32         | 6         | Olive gegen Fletcher                 | the ANTagonist         | 6. Juli 2012         | 3. Dez. 2012                                       |
| 33         | 7         | Allein im Outback                    | endurANTs              | 13. Juli 2012        | 4. Dez. 2012                                       |
| 34         | 8         | Der Jahrmarkt                        | amusemANT park         | 20. Juli 2012        | 5. Dez. 2012                                       |
| 35         | 9         | Wettstreiterinnen                    | contestANTs            | 10. Aug. 2012        | 6. Dez. 2012                                       |
| 36         | 10        | Die drei Amigos                      | confinemANT            | 24. Aug. 2012        | 7. Dez. 2012                                       |
| 37         | 11        | Der IQ-Test                          | intelligANT            | 7. Sep. 2012         | 10. Dez. 2012                                      |
| 38         | 12        | Sie liebt mich, sie liebt mich nicht | significANT other      | 21. Sep. 2012        | 11. Dez. 2012                                      |
| 39         | 13        | Verliebte Monster                    | mutANT farm 2          | 5. Okt. 2012         | 23. Apr. 2013                                      |
| 40         | 14        | Die Tuba und der Schnüffler          | detective agANTcy      | 26. Okt. 2012        | 12. Dez. 2012                                      |
| 41         | 15        | Die Schnitzeljagd                    | scavANTger hunt        | 2. Nov. 2012         | 22. Apr. 2013                                      |
| 4243       | 1617      | Chynas Chance 1                      | chANTS of a lifetime 1 | 23. Nov. 2012        | 28. Okt. 201329. Okt. 2013                         |
| 44         | 18        | Der Rentnerclub                      | early retiremANT       | 11. Jan. 2013        | 24. Apr. 2013                                      |
| 45         | 19        | Reise in die Vergangenheit           | influANTces            | 1. Feb. 2013         | 25. Apr. 2013                                      |
| 46         | 20        | Identitätskrise                      | idANTity crisis        | 5. Apr. 2013         | 13. Sep. 2013                                      |
| 47         | 21        | Der verrückte Koch                   | restaurANTeur          | 26. Apr. 2013        | 26. Apr. 2013                                      |

#### Staffel 3
Disney gab im Oktober 2012 die Produktion einer dritten Staffel bekannt. Die Ausstrahlung der dritten und letzten Staffel begann am 31. Mai 2013 auf dem Disney Channel und endete am 21. März 2014. Die deutsche Erstveröffentlichung der dritten Staffel erfolgte vom 15. März bis 5. April 2019 auf der Disney Channel App. Als Titel wurden in den ersten zwei Wochen fälschlicherweise die Originaltitel angegeben und nicht die deutschen Titel.
| Nr. (ges.)                        | Nr. (St.) | Deutscher Titel             | Originaltitel             | Erstausstrahlung USA | Deutschsprachige Erstveröffentlichung (Disney Channel App) | Regie            | Drehbuch                          |
| --------------------------------- | --------- | --------------------------- | ------------------------- | -------------------- | ---------------------------------------------------------- | ---------------- | --------------------------------- |
| 4849                              | 12        | Die neue Schule 1           | trANTsferred 1            | 31. Mai 2013         | 15. März 2019                                              | Rich Correll     | Dan Signer                        |
| 50                                | 3         | Regel Nr. 1                 | independANTs              | 7. Juni 2013         | 15. März 2019                                              | Rich Correll     | Stephen Engel                     |
| 51                                | 4         | Der Welpikäala              | animal husbANTry          | 28. Juni 2013        | 22. März 2019                                              | Rich Correll     | Vincent Brown                     |
| 52                                | 5         | Der Geheimagent             | secret agANT              | 12. Juli 2013        | 22. März 2019                                              | Adam Weissman    | Jeff Hodsden & Tim Pollock        |
| 53                                | 6         | Zeitreise mit Hindernissen  | past, presANT, and future | 26. Juli 2013        | 22. März 2019                                              | Rich Correll     | Jeny Quine                        |
| 54                                | 7         | Chyna gegen Angus           | angus’ first movemANT     | 2. Aug. 2013         | 22. März 2019                                              | Adam Weissman    | Mark Jordan Legan                 |
| 55                                | 8         | Missverständnisse           | unforeseen circumstANTs   | 9. Aug. 2013         | 22. März 2019                                              | Rich Correll     | Stephen Engel                     |
| 56                                | 9         | Das Wahrheitsserum          | pANTs on fire             | 23. Aug. 2013        | 29. März 2019                                              | Rich Correll     | Vincent Brown                     |
| 57                                | 10        | Der Karaoke-Wettbewerb      | product misplacemANT      | 20. Sep. 2013        | 29. März 2019                                              | Adam Weissman    | Jeny Quine                        |
| 58                                | 11        | Ein durchgeknallter Popstar | uncanny resemblANTs       | 20. Sep. 2013        | 5. Apr. 2019                                               | Jon Rosenbaum    | Cindy Fang                        |
| 59                                | 12        | Möchtegern-ANTs             | mutANT farm 3.0           | 4. Okt. 2013         | 29. März 2019                                              | Rich Correll     | Tim Pollock & Jeff Hodsden        |
| 60                                | 13        | Der Gruselfilm              | feature presANTation      | 18. Okt. 2013        | 29. März 2019                                              | Adam Weissman    | Amanda Steinhoff & Kat Lombard    |
| 61                                | 14        | Hochexplosiv                | finANTial crisis          | 15. Nov. 2013        | 5. Apr. 2019                                               | Eric Dean Seaton | Jeff Hodsden & Tim Pollock        |
| 62                                | 15        | Stille Nacht!               | silANT night              | 6. Dez. 2013         | 29. März 2019                                              | Adam Weissman    | Mark Jordan Legan                 |
| 63                                | 16        | Die Spionagemission         | unwANTed                  | 24. Jan. 2014        | 5. Apr. 2019                                               | Jon Rosenbaum    | Stephen Engel & Mark Jordan Legan |
| 64                                | 17        | Der Treuetest               | meANT to be?              | 28. Feb. 2014        | 5. Apr. 2019                                               | Phill Lewis      | Jeny Quine & Vincent Brown        |
| 65                                | 18        | Ab nach New York!           | the new york experiANTs   | 21. März 2014        | 5. Apr. 2019                                               | Stephen Engel    | Dan Signer                        |
| Gaststar: Roshon Fegan als Hudson |           |                             |                           |                      |                                                            |                  |                                   |